# Henry A. Wallace
Henry Agard Wallace (Orient, 7 ottobre 1888 – Danbury, 18 novembre 1965) è stato un politico, imprenditore agricolo statunitense, membro del Partito Democratico.

## Biografia
Henry A. Wallace fondò nel 1926 la DuPont Pioneer assieme a un gruppo di investitori di Des Moines. Inizialmente repubblicano, passò poi tra le file dei democratici e fu uno specialista in problemi agrari. Nel 1933 divenne segretario di Stato all'Agricoltura (carica che mantenne fino al 1940), varando il 12 maggio 1933 il fondamentale Agricultural Adjustment Act.
Fu vicepresidente sotto la terza presidenza di Franklin Delano Roosevelt dal 1941 al 1945, coronando così la sua lunga collaborazione con il presidente. Durante la seconda guerra mondiale diresse l'Ente per la guerra economica, che impedì alle Potenze dell'Asse di procurarsi armi sul mercato mondiale. Wallace godeva della piena fiducia di Roosevelt che lo comprese nel cosiddetto Top Policy Group, il comitato ristretto organizzato dal presidente per dirigere al massimo livello il Progetto Manhattan per la costruzione della bomba atomica. Il Comitato comprendeva, oltre a Roosevelt, che peraltro non partecipò mai alle riunioni, Wallace, il segretario alla Guerra Henry Stimson, il capo di stato maggiore generale George Marshall, e i due direttori della ricerca scientifica nazionale Vannevar Bush e James Conant.
Cessato il mandato come vicepresidente, nel marzo 1945 divenne segretario al Commercio. In seguito si discostò dalla politica estera di Harry S. Truman, essendo favorevole a un atteggiamento più conciliante nei confronti dell'URSS. Nel 1948 ruppe con il Partito Democratico e si candidò senza successo alla presidenza, dopo aver fondato il Partito progressista. Fu direttore della rivista The New Republic dal 1946 al 1948. Molti scritti di Wallace furono tradotti in italiano durante il regime fascista con lo scopo di dimostrare che l'interventismo economico rooseveltiano aveva molti punti in comune con il corporativismo fascista. Alla sua candidatura presidenziale partecipò Alan Lomax, in qualità di direttore musicale.